# Cyanicterus cyanicterus
Cyanicterus cyanicterus е вид птица от семейство Тангарови (Thraupidae), единствен представител на род Cyanicterus.

## Разпространение
Видът е разпространен в Бразилия, Венецуела, Гвиана, Суринам и Френска Гвиана.